# (3493) Stepanov

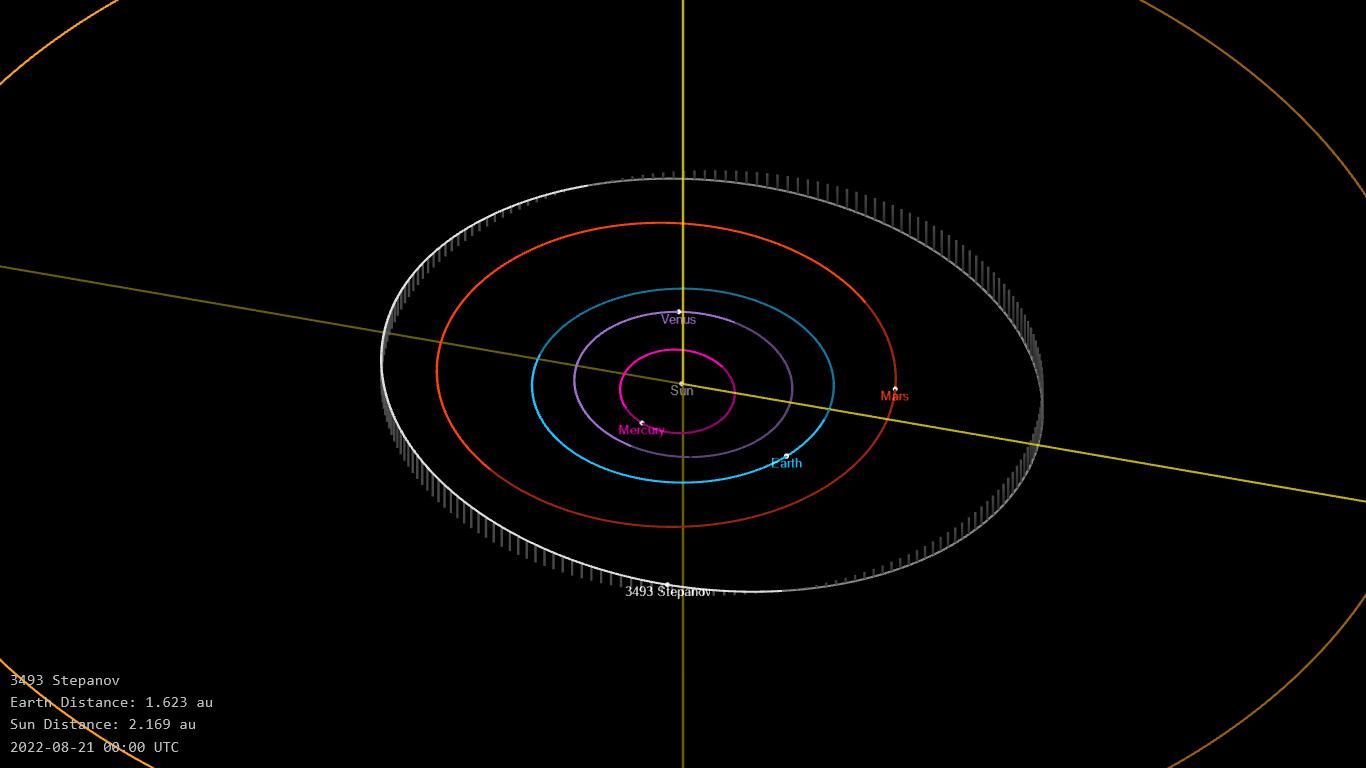
3493 Stepanov (1976 GR6)

(3493) Stepanov (1976 GR6) – planetoida z pasa głównego asteroid okrążająca Słońce w ciągu 3,27 lat w średniej odległości 2,2 j.a. Odkrył ją Nikołaj Czernych 3 kwietnia 1976 roku.